# 斑点圆腹蛛
斑点圆腹蛛（学名：Dipoena sticta）为球蛛科圆腹蛛属的动物。在中国大陆，分布于福建、安徽等地。该物种的模式产地在福建将乐。